# Čierny Potok
Čierny Potok (en hongrois : Feketepatak) est une commune du district de Rimavská Sobota, dans la région de Banská Bystrica, en Slovaquie.

## Histoire
La première mention écrite du village date de 1955.

## Démographie

### Évolution de la population
| Année:               | 1994. | 2004.   | 2014.   | 2024.    |
| -------------------- | ----- | ------- | ------- | -------- |
| Nombre de personnes: | 166   | 156     | 153     | 119      |
| Différence:          |       | -6,02 % | -1,92 % | -22,22 % |

| Année:               | 2023. | 2024.   |
| -------------------- | ----- | ------- |
| Nombre de personnes: | 126   | 119     |
| Différence:          |       | -5,55 % |